# Elbit Systems
Elbit Systems Ltd. è un'azienda israeliana attiva nello sviluppo di tecnologie per il settore della difesa che il 25 novembre 2018 ha incorporato la IMI Systems Ltd.. È quotata presso la Borsa di Tel Aviv e presso il Nasdaq.

## Storia
Nel 1966 Elron Electronic Industries e il Ministero della difesa israeliano formarono una joint venture denominata Elbit Computers per la produzione di minicomputer dedicati al settore della difesa. Trent'anni dopo, nel 1996, Elbit rimase attiva come holding, venendo poi incorporata in Elron nel 2002, e vi furono scorporate Elbit Medical Imaging ed Elbit Systems.

## Prodotti

### Aeromobili a pilotaggio remoto
- Elbit Hermes 90
- Elbit Hermes 450
- Elbit Hermes 900
- Elbit Skylark
- Silver Arrow Micro-V
- Silver Arrow Sniper

### Altro
- E-LynX
- Silver Marlin